# Barretina

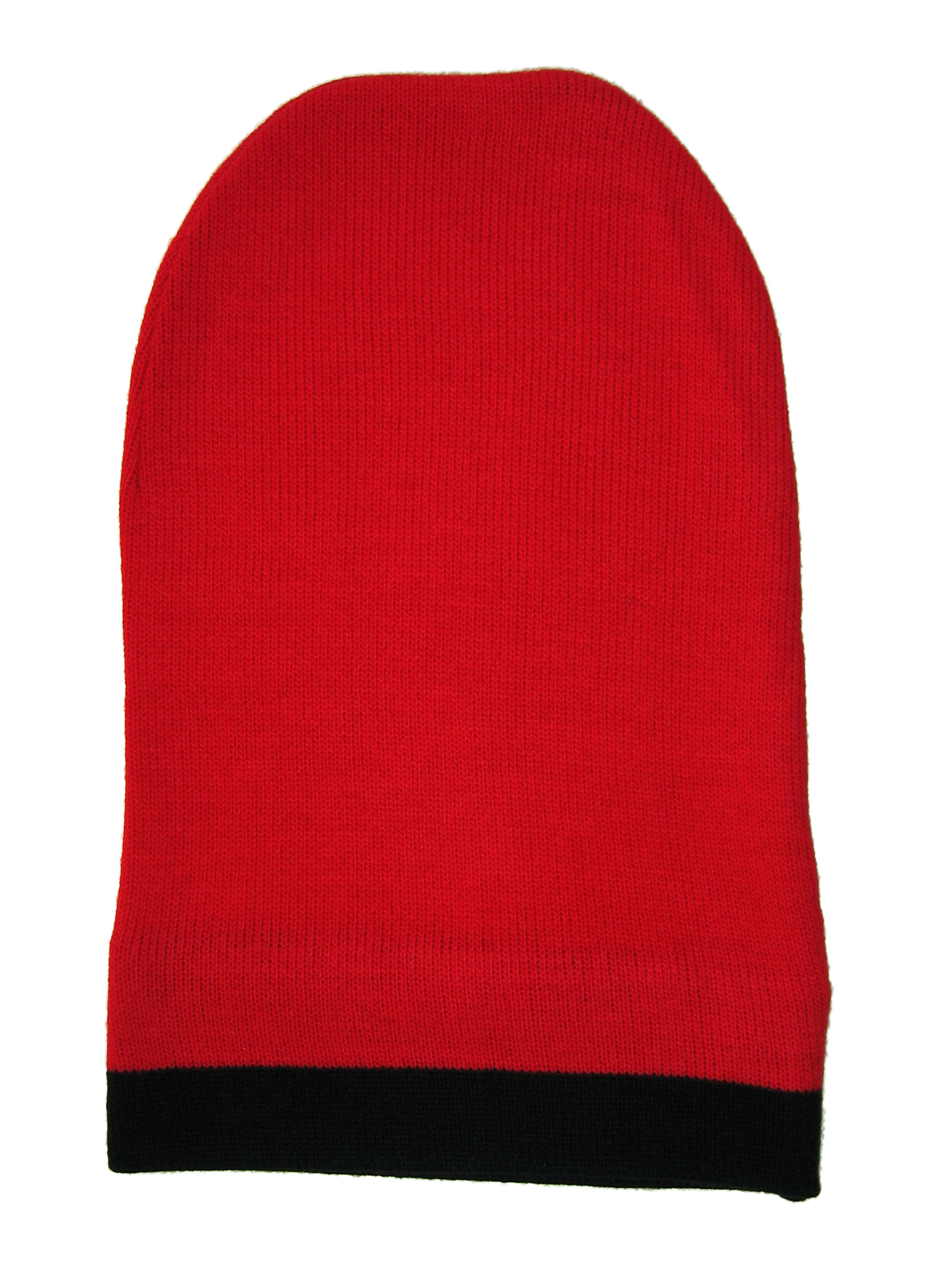
Barretina plana

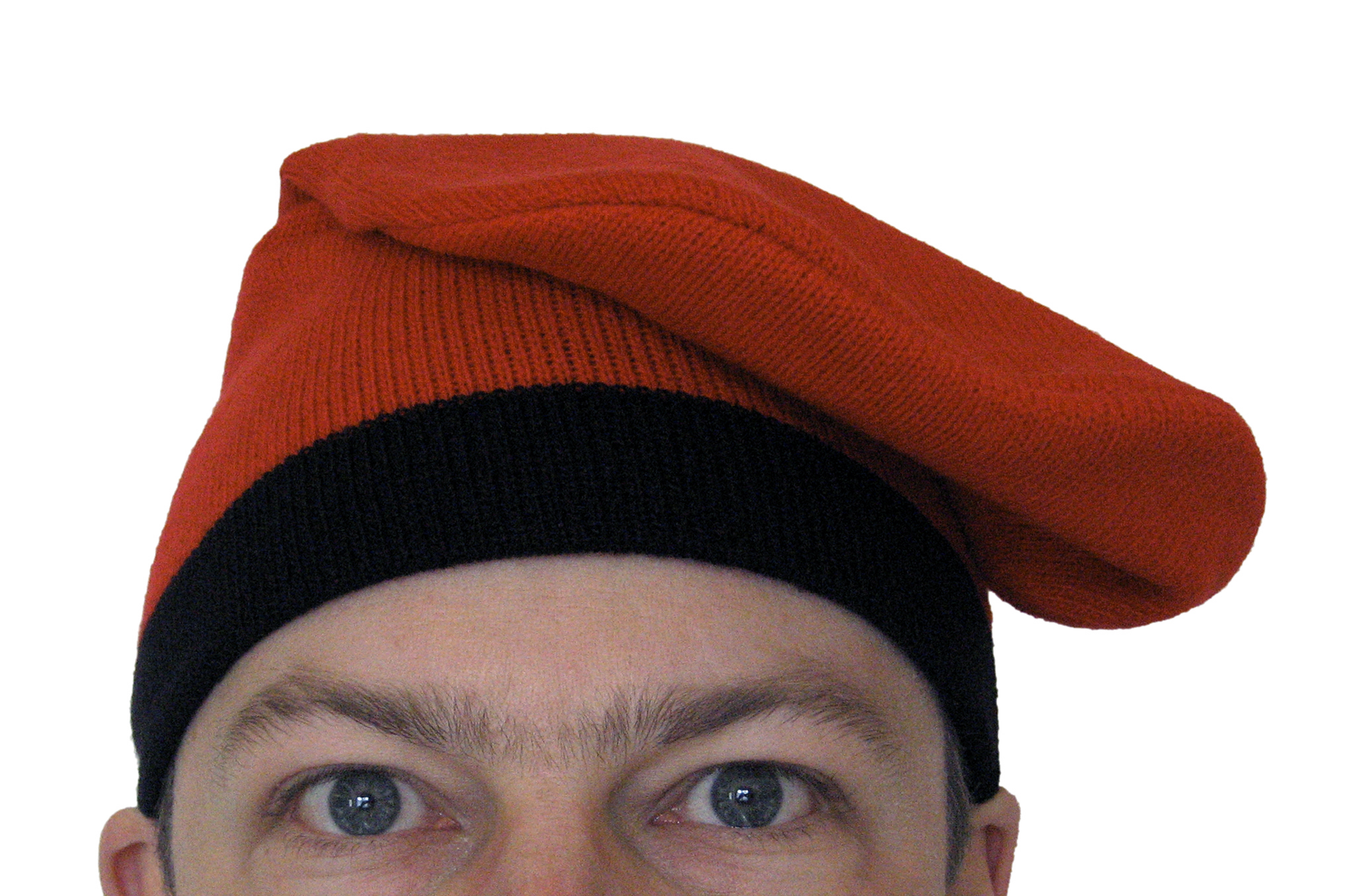
Barretina portada al cap

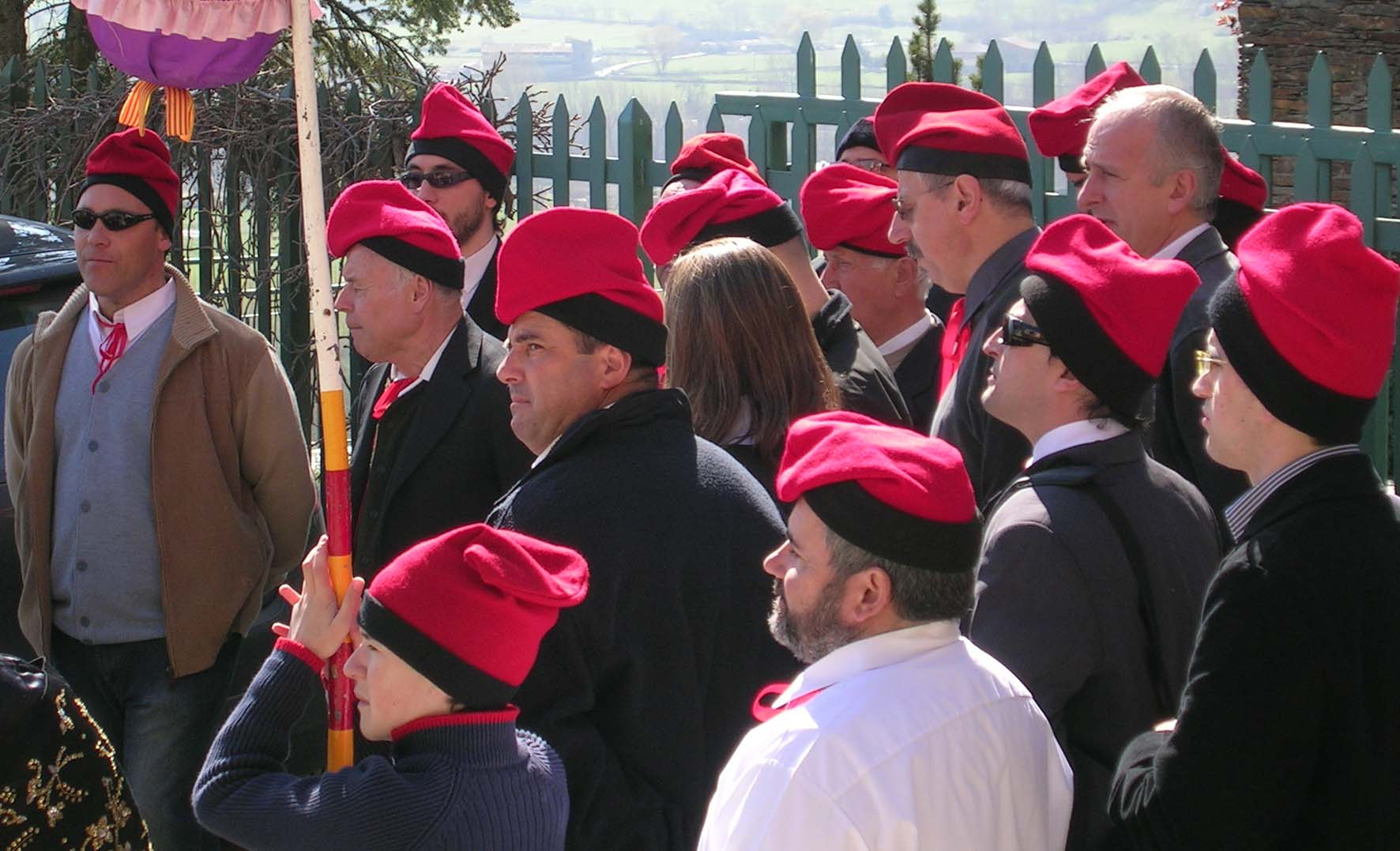
Grup d'homes amb barretina

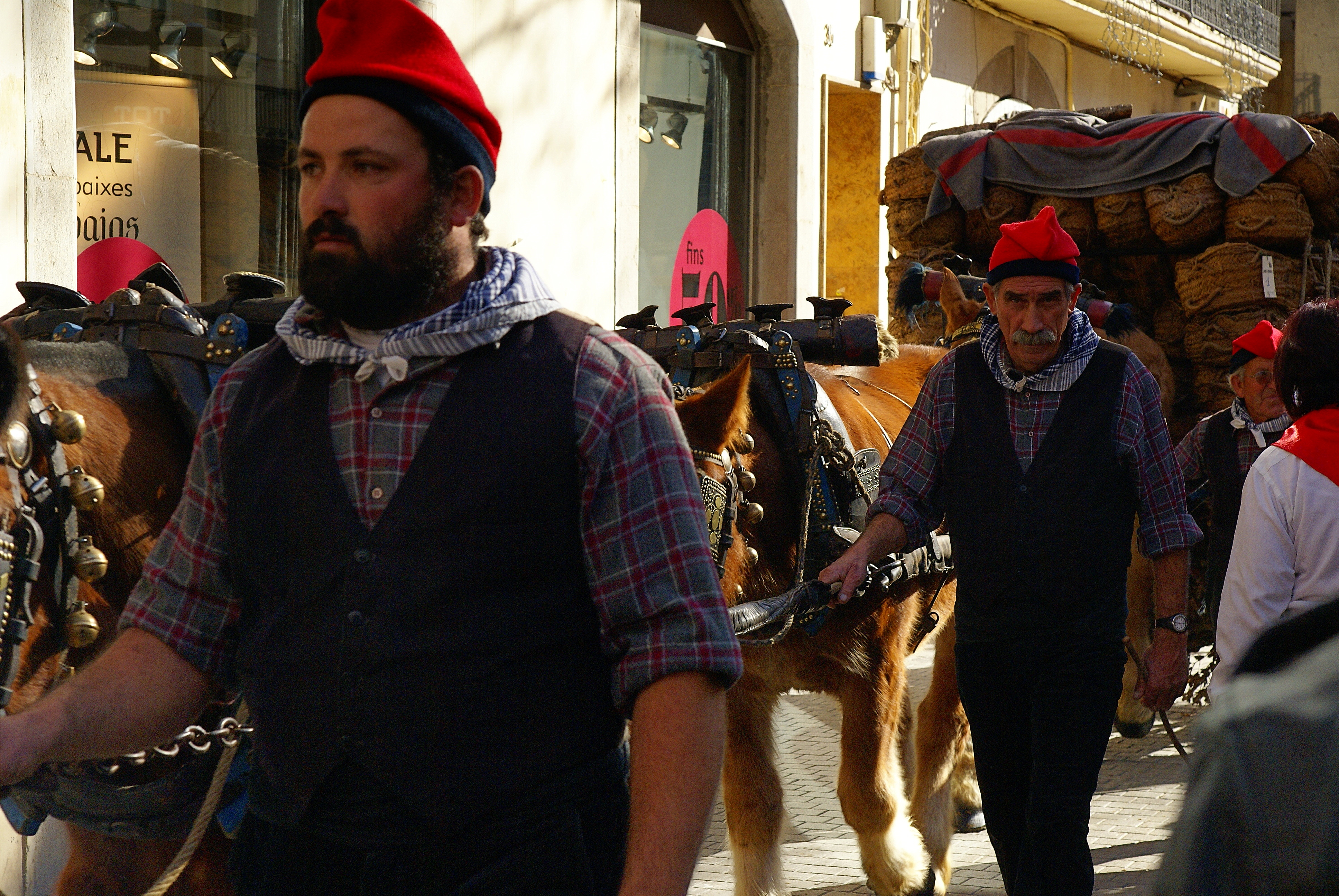
Traginers amb barretina

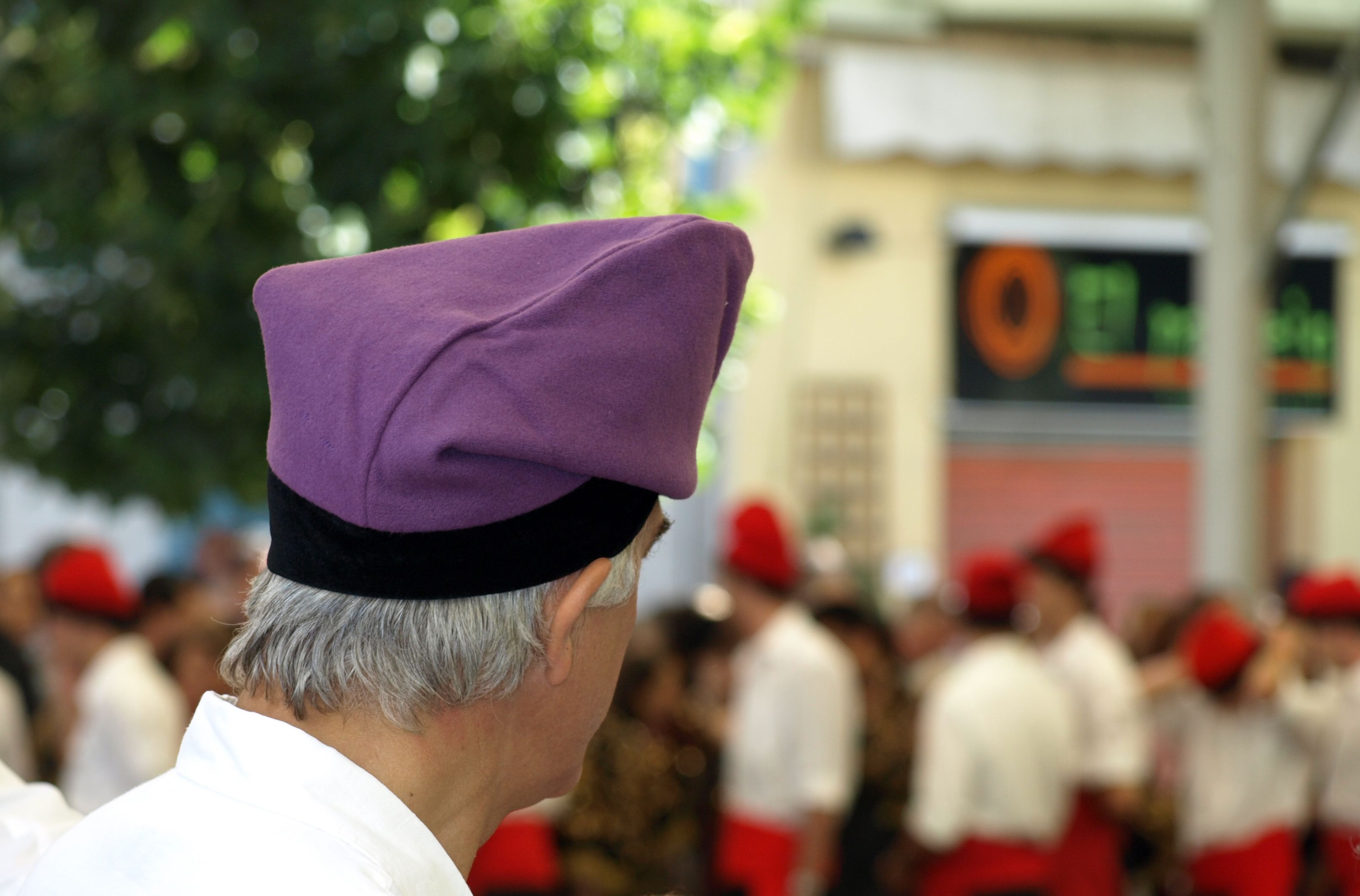
Barretina musca

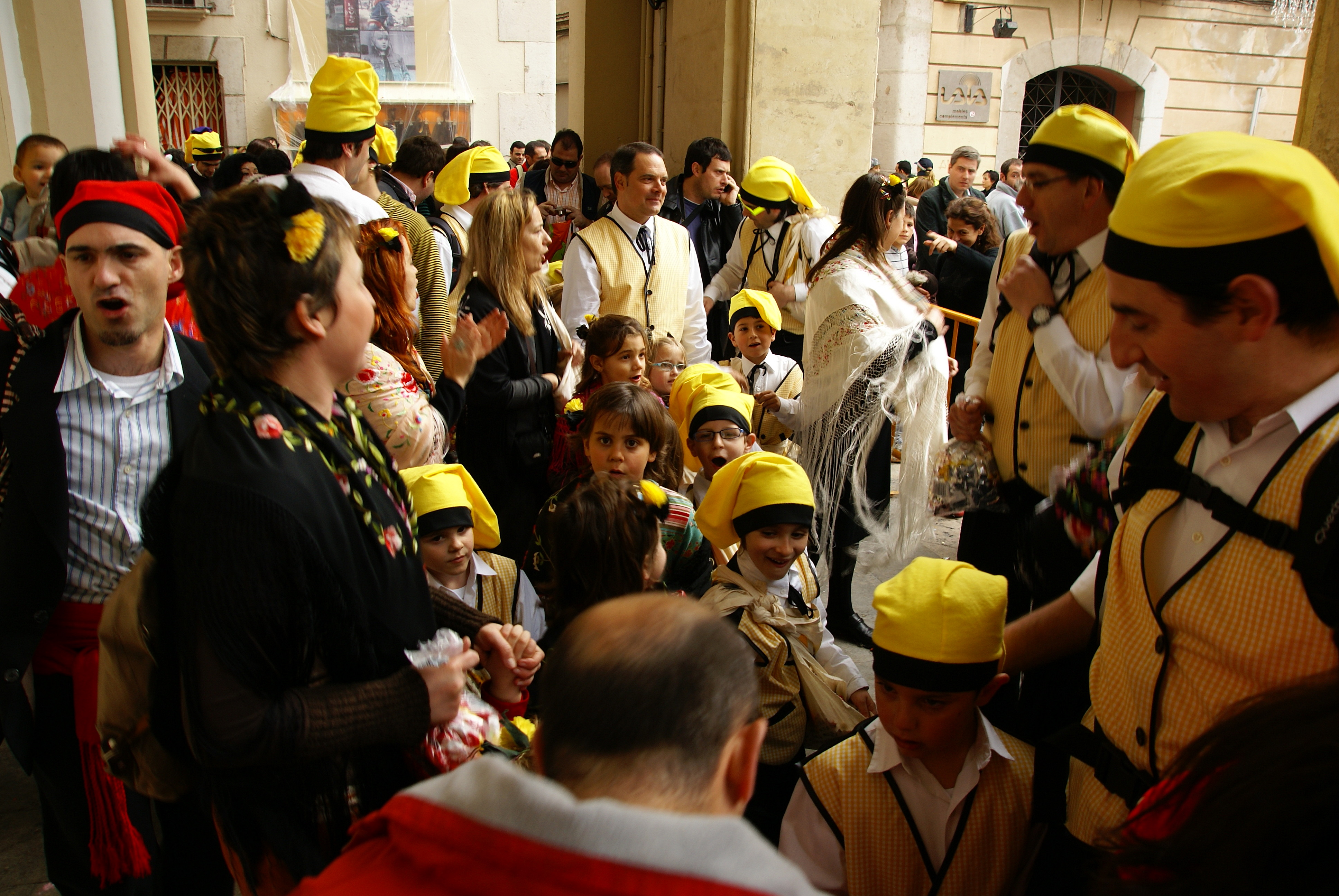
Barretines grogues llargues

La barretina és una lligadura tradicional catalana de llana, en forma de bossa, habitualment de color vermell o morat, normalment de dos a quatre pams, a voltes amb un rivet negre a l'extrem. El seu origen podria ser l'antic barret frigi, per bé que és difícil de demostrar. De fet es feien servir barrets similars a gran parts dels pobles mariners cristians de la Mediterrània tals com l'Alta Provença, Sicília, Còrsega, Sardenya, part de Nàpols, part dels Balcans i a Portugal. La barretina és una lligadura pròpia dels homes, mentre que les dones portaven rets o gandalles.

## Història
La primera representació gràfica coneguda de la barretina la va dibuixar el cartògraf mallorquí Jafudà Cresques en una carta de navegació en què hi apareix la barca del patró mallorquí Jaume Ferrer, en la qual els tripulants porten barretina (1375-1377). A les Illes Balears va tenir una gran difusió. A Mallorca va ser el barret característic dels mariners i la gent de mar també fins a principis del segle xx, però també podia ser usada per pagesos i gent de terra endins. A Menorca era pròpia de la gent de mar, però va ser usada per tots els oficis i pels pagesos. A les Pitiüses, on era de color vermell i es documenta el mot a partir de 1712, va començar a retrocedir a principis del segle xx.
Les fonts divergeixen sobre quan es va començar a portar barretina a Catalunya. Joan Coromines la trobà documentada ja el 1565, però Joaquim Danés afirmava que es va començar a portar a la segona meitat del segle xvii. Començà a entrar en desús durant la segona meitat del segle xix, especialment a les zones urbanes on era substituïda per la gorra amb visera, però els homes catalans en van dur fins al segle xx, especialment a les zones rurals.
Durant la segona meitat del segle xviii el seu ús s'estengué entre els pagesos del País Valencià (on era coneguda amb el nom de barret) i del País de Foix (on era anomenada tet), llocs en els quals perdurà fins a mitjan s. XIX.
La barretina ha caigut totalment en desús en la vida quotidiana. Tot i això, és considerada un símbol de catalanitat, i s'utilitza habitualment en actes folklòrics, com les ballades de sardanes, o a les figures del pessebre, com el caganer. Els personatges que més han popularitzat la barretina al segle xx són segurament Jacint Verdaguer i Salvador Dalí. Les seves variacions també s'utilitzen a l'escenificació d'alguna òpera ambientada a Nàpols.

## L'ofici del barretinaire
Les barretines es fabricaven sobretot a Prats de Molló i a Olot. Cap el 1777 a la segona vila se'n feien 1.200 al dia i s'exportaven per tot Catalunya, la Catalunya Nord i puntualment a Nàpols i a Marsella.
En aquests versos del gran poeta català Jacint Verdaguer lamenta la desaparició de la barretina mitjançant aquest personatge:
 Com la flor de la magrana,
queia bé al bosc i al jardí;
los més vells la duien plana,
los més joves de garbí;
des de Nàpols a Marsella
no floria un port sense ella,
era en terra flor vermella,
en la mar coral del fi.
Só barretinaire 
de Prats de Molló;
me diuen cantaire,
mes no canto gaire,
mes no canto, no.
Jacint Verdaguer, La barretina, 2a. est.

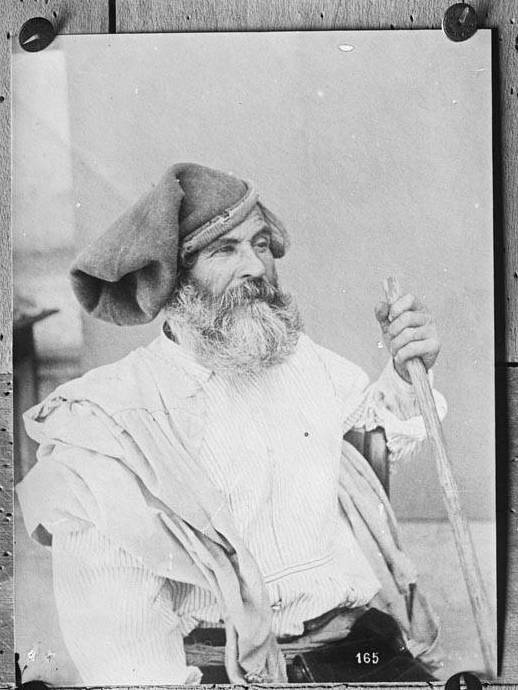
Fotografia d'un home amb barretina de niu feta a principis del

## Tipus de barretines
- Barretina d'arròs i fideus o d'escórrer fesols: petita, cònica i amb una borla al cap. Típica de l'Empordà.
- Barretina de capellà: de punt de seda i negra, la duien els capellans.
- Barretina de dormir: de roba blanca.
- Barretina de dos intents o dos cairells: barretina vermella amb el folre negre que es pot girar en cas d'haver d'anar de dol.
- Barretina de garbí o plana: la que es podia dur plegada.
- Barretina llarga: la que es deixa caure per l'esquena.
- Barretina de mariner: vermella, poc llarga i típica dels mariners.
- Barretina musca: la que té el color morat com a dominant.
- Barretina de niu: es porta aixafada a la punta.
- Barretina de notari: petita, de color fosc, i amb ratlletes al voltant del front.
- Barretina vermella: la que és roja unicolor.